# Haapasaari (ö i Norra Savolax, Norra Savolax, lat 63,54, long 27,85)
Haapasaari är en ö i Finland. Den ligger i sjön Sälevä och i kommunen Sonkajärvi i den ekonomiska regionen  Övre Savolax ekonomiska region  och landskapet Norra Savolax, i den centrala delen av landet, 400 km norr om huvudstaden Helsingfors. Öns area är 1,4 hektar och dess största längd är 140 meter i öst-västlig riktning.